# Hyllus robinsoni
Hyllus robinsoni är en spindelart som beskrevs av Henry Roughton Hogg 1919. Hyllus robinsoni ingår i släktet Hyllus och familjen hoppspindlar. Inga underarter finns listade i Catalogue of Life.